# 莊上村
莊上村是浙江省湖州市吳興區埭溪鎮下辖的一个行政村，地處埭溪西北部邊緣，與長興縣、安吉縣一山之隔，平均海拔250米，全村總面積8.9平方公裏，轄錢塢、上方、關上、佃塢、白九塢等5個自然村，農戶590戶，總人口2173人。擁有耕地703畝、園地706畝、林地11654畝，林地占總面積84%。是一個典型的山區村。

## 外部連結
- 吳興區埭溪鎮莊上村[永久]